# Maradagatta, Bangarapet
Maradagatta là một làng thuộc tehsil Bangarapet, huyện Kolar, bang Karnataka, Ấn Độ.